# シモネ
シモネ（Simone、1979年1月15日 - ）は、日本で活動するブラジル・サンパウロ出身の女性外国人タレント。稲川素子事務所所属。ポルトガル語、スペイン語、英語、日本語の4か国語を話す。身長160cm、髪は黒、瞳はブラウン。既婚。
1993年頃に来日し、陽気なキャラクターと日本語力を生かしてタレント活動をしている。ドラマや映画にも出演しているが、本格的な演技経験は2013年の『SPEC〜零〜』での戸田恵梨香演じる主人公の親友・ナンシー役が初めてである。

## 出演

### テレビバラエティ番組
- ここがヘンだよ日本人（2000年 - 2002年、TBS）
- アイチテル!（TBS）
- ガイジンさん大指摘! 爆笑!日本人の急所
- KUNOICHI（2006年、TBS）
- たけしの教育白書2007
- ネプ&イモトの世界番付（2011年 - 、日本テレビ）
- 世界の日本人妻は見た!（2013年 - 、TBS）
- これぞ!ニッポン流!（2014年4月 - 、テレビ朝日）

### テレビドラマ
- 東京バンドワゴン〜下町大家族物語（2013年10月期、日本テレビ）[2]
- SPEC〜零〜（2013年10月23日、TBS） - ナンシー 役
- オリガミの魔女と博士の四角い時間（2017年3月12日 - 、NHK教育テレビジョン） - オリガミの国TV シモネ 役
- さぼリーマン甘太郎 第6話 (2017年8月18日、テレビ東京) - 松沢マリア 役

### 映画
- 小林老女（2008年）
- ロックンロール★ダイエット!（2008年）
- 少年メリケンサック（2009年）
- ボックス!（2010年）[2]
- 劇場版 SPEC〜結〜 爻ノ篇（2013年） - ナンシー 役

### ウェブドラマ
- SICK'S 厩乃抄 〜内閣情報調査室特務事項専従係事件簿〜 第拾伍話、（2019年11月9日、Paravi） - ナンシー 役

### ウェブムービー
- The 5 Second Later Man（2014年） - ネスレチャンネルで発表された入江悠監督による短編映画[5]

### 広告
- SEIYU（2013年）[6]